# Rougegorge de Swynnerton
Swynnertonia swynnertoni
Genre
Espèce
Statut de conservation UICN

 VU B1ab(ii,iii,v);C2a(i) : Vulnérable
Le Rougegorge de Swynnerton (Swynnertonia swynnertoni) est une espèce de passereaux appartenant à la famille des Muscicapidae. C'est la seule espèce du genre Swynnertonia.
Son nom commémore le naturaliste britannique Charles Francis Massey Swynnerton (en) (1877-1938).

## Répartition et sous-espèces
Selon la classification de référence du Congrès ornithologique international (14.2, 2025) :
- S. s. Swynnertonia (Shelley, 1906) — plateau de Manica, monts Mabu et Gorongosa ;
- S. s. rodgersi Jensen & Stuart, 1982 — monts Udzungwa.

## Habitat
Il vit dans les forêts humides tropicales et subtropicales.
Il est menacé par la perte de son habitat.